# 西村真太郎

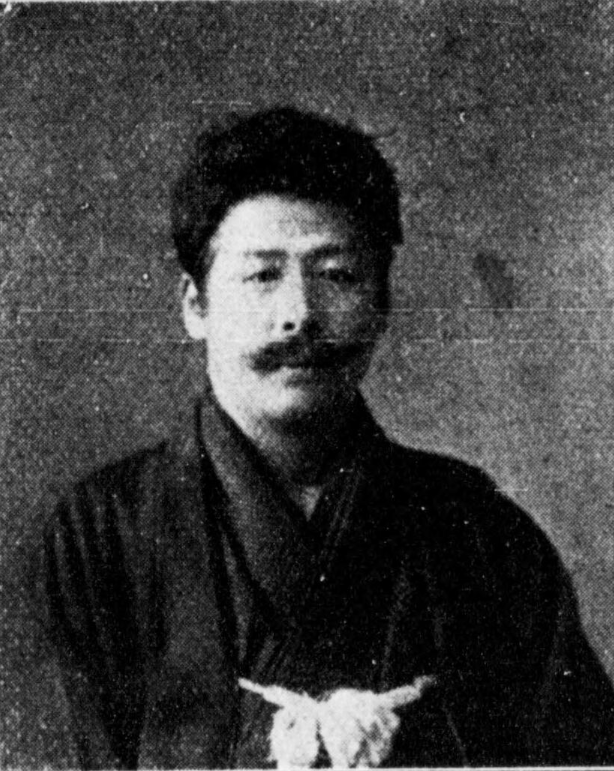
西村真太郎

西村 真太郎（西村 眞太郎、にしむら しんたろう、1859年12月12日（安政6年11月19日） - 1922年（大正11年）9月13日）は、日本の実業家、政治家。衆議院議員。族籍は兵庫県平民。

## 経歴
播磨国加東郡（後の兵庫県加東郡下東条村、現小野市）生まれ。西村重太郎の長男。家は代々農業を営む。漢学を修める。
加東郡農事会議員、同議長、戸長、郡徴兵参事員、同学務委員、兵庫県会議員となった。また、播磨鉄道取締役、加東郡米穀取引所理事長、関西競馬倶楽部監事、社銀行、大阪四ツ橋銀行各頭取、西丹貯蓄銀行取締役、兵庫県農工銀行、台湾銀行各監査役などを務めた。
1894年3月、第3回衆議院議員総選挙において兵庫県第六区から出馬し当選。その後、第10回総選挙まで連続8回の当選を果たした。憲政本党に属した。
1909年、日本製糖汚職事件で検挙され、同年7月3日に、東京地方裁判所第二刑事部において重禁固10ヶ月の有罪の判決が言い渡され、衆議院議員を退職。その後、判決を不服として控訴、上告を行ったが、同年12月17日に大審院で判決が言い渡され、上告棄却となり、有罪が確定した。これにより勲四等を褫奪された。

## 家族
西村家
- 父・重太郎[1]
- 母[1]
- 弟[1]
- 妹[1]
- 妻[1]
- 息子[1]
- 娘[1]